# Savigny-le-Vieux
Savigny-le-Vieux is een gemeente in het Franse departement Manche in de regio Normandië en telt 454 inwoners (2005). De plaats maakt deel uit van het arrondissement Avranches.
In de gemeente liggen de ruïnes van de voormalige Abdij van Savigny.

## Geschiedenis
Savigny-le-Vieux maakte onderdeel uit van het kanton Le Teilleul tot dat op 22 maart 2015 werd opgeheven. Savigny-le-Vieux werd hierop overgeheveld naar het aangrenzende kanton Saint-Hilaire-du-Harcouët.

## Geografie
De oppervlakte van Savigny-le-Vieux bedraagt 17,0 km², de bevolkingsdichtheid is 26,7 inwoners per km².
De onderstaande kaart toont de ligging van Savigny-le-Vieux met de belangrijkste infrastructuur en aangrenzende gemeenten.

## Demografie
Onderstaande figuur toont het verloop van het inwonertal (bron: INSEE-tellingen).